# Rastrelliger kanagurta
Rastrelliger kanagurta és una espècie de peix de la família dels escòmbrids i de l'ordre dels perciformes.

## Morfologia
Els mascles poden assolir els 35 cm de longitud total.

## Distribució geogràfica
Es troba des del Mar Roig i l'Àfrica oriental fins a Indonèsia, les Illes Ryukyu, Xina, Austràlia, Melanèsia i Samoa. Recentment ha penetrat al Mediterrani Oriental a través del Canal de Suez.